# Iglesia de Zemo Nikozi
La iglesia de la Deidad de Zemo Nikozi (en georgiano: ზემო ნიქოზის ღვთაების ეკლესია) también conocida como Ghvtaeba (ღვთაება), es una catedral ortodoxa georgiana ubicada en el pueblo de Zemo Nikozi, municipio de Gori, en la región este-central de Shida Kartli, Georgia. Es parte del complejo que también incluye un campanario, el palacio del obispo y un muro. El complejo está inscrito en la lista de Monumentos culturales inamovibles de importancia nacional.
La iglesia se encuentra en el actual pueblo de Zemo Nikozi, una parte "superior" del asentamiento histórico de Nikozi, en el margen derecho del río Gran Liakhvi, en las inmediaciones de la zona de conflicto de Osetia del Sur, a unos 3 km al sur de la capital de la entidad en disputa, Tsjinvali.

## Historia
La primera mención registrada de Nikozi aparece en una  crónica de Juansheren cerca del año 800, quien atribuye la fundación de la iglesia y el nombramiento de un obispo al rey del siglo V, Vakhtang Gorgasali: "construyó la iglesia de Nik'ozi en el corazón de un templo de fuego, e instaló un obispo donde fue enterrado el cuerpo de San Ražden, quien había sido martirizado por los persas en la guerra con Vaxt'ang". Este relato es reiterado por el príncipe historiador Vakhushti, cerca de 1745, quien agrega que un obispo todavía residía en Nikozi en su día, siendo "un pastor para los caucásicos, los dvals y lo que se conoce como Osetia, así como Glola-Ghebi".
Durante agosto de 2008, Zemo Nikozi fue escenario de intensos combates entre las fuerzas georgianas y rusas y los ataques aéreos rusos el 10 de agosto de 2008, que dañaron el complejo de Nikozi, especialmente el recientemente reparado palacio episcopal. Su techo, piso y balcones renovados se incendiaron, y las piedras originales del piso sur se agrietaron debido al fuego. Las celdas monásticas, la vivienda de un obispo y el refectorio fueron completamente destruidos.

Después de la guerra, luego de una acción iniciada por el Consejo de Europa, se implementó un proyecto para trabajos de estabilización de emergencia en el complejo Nikozi, incluyendo trabajos preliminares in situ, un nuevo techo, consolidación y estabilización de la estructura, y trabajos arqueológicos, estableciendo terrenos para trabajos de rehabilitación adicionales.